# 维克罗
维克罗公司生产包括尼龙搭扣在内的一系列机械结构搭扣产品，旗下产品采用“维克罗”品牌名称。

## 历史
钩毛搭扣产品，最初由瑞士电气工程师George de Mestral于1948年发明，1955年注册产品专利，而后经过完善，于1950年代末投入商业化生产。
De Mestral研发的搭扣由两部分组成，一部分是带有小钩的织物条，一部分是带有小圈的织物条，两者可贴合在一起，用力拉则会分开。搭扣产品最初为棉质，实践证明不是很实用，后来最终改用尼龙和聚酯纤维。
De Mestral将其公司命名为“Velcro”（维克罗），该名称为velours（天鹅绒）和crochet（钩）这两个法语单词结合的混成词，该公司目前仍在不断制造和推出搭扣产品系列。

## 专利与商标
1958 年，De Mestral在瑞士为钩毛搭扣提出专利申请，并于 1961 获得专利。虽然现在原专利已经失效，但维克罗公司在钩毛搭扣产品领域屡有创新，并获得了相应的知识产权。该公司常常使用专利合作条约 (PCT) 体系申请国际专利。截至 2010 年末，共提交了 134 份 PCT 申请。
De Mestral原专利于 1978 年到期后，竞争对手开始争相进入市场。但维克罗公司对钩毛搭扣技术进行了多种创新，并应用至其他工业和商业领域，还获得了相应的知识产权。
原专利失效后，市面上出现了仿冒产品。为应对这一问题，维克罗已开始重视其商标战略。为防止“维克罗”商标遭到滥用，变成一个通用词，失去商标保护的必要辨识度，公司申明：不存在名为“维克罗”的物品，“维克罗”是公司名称、品牌和商标，不是某类产品的通用名。公司通过广告、产品简介和营销活动告知消费者，不是所有钩毛搭扣都是货真价实的维克罗品牌产品。

## 公益事业
2015年，维克罗公司出资为柬埔寨基金会在金边建设Neeson Cripps Academy学校，这是一所注重高科技和环保的学校。
为了向教师致敬，维克罗公司在美国谢师周期间赞助了一项全国性的教室翻新项目。2015年，维克罗公司携手HGTV设计师Sabrina Soto，为密苏里州乔普林College Heights Christian School设计翻新了两间教室。

## 涉足流行文化
2016 - 作为愚人节笑话，雷克萨斯推出“可变载荷耦合后向”（V-LCRO）座椅，这项技术使用威扣品牌背胶将车手固定在座椅上，以承受更为剧烈的转向。
1984 - David Letterman采访公司美国工业销售总监时，身穿威扣品牌搭扣产品制成的套装，从蹦床跳向覆盖搭扣产品的墙壁。
1968 - 阿姆斯特朗和奥尔德林带上月球的套装、样品收集袋以及月球车均使用了威扣品牌搭扣产品。